# Martincourt (Oise)
 Martincourt  es una comuna y población de Francia, en la región de Picardía, departamento de Oise, en el distrito de Beauvais y cantón de Songeons.
Su población en el censo de 1999 era de 113 habitantes.
Está integrada en la Communauté de communes de la Picardie Verte .

## Demografía
| 115 | 118 | 105 | 115 | 108 | 113 |
| Para los censos de 1962 a 1999 la población legal corresponde a la población sin duplicidades (Fuente: INSEE [Consultar]) |     |     |     |     |     |

- Datos: Q1174284
- Multimedia: Martincourt (Oise) / Q1174284

1. ↑  Worldpostalcodes.org, código postal n.º 60112.
2. ↑  INSEE, Datos de población para el año 2012 de Martincourt (en francés).